# Muzeum fotografie v Soluni

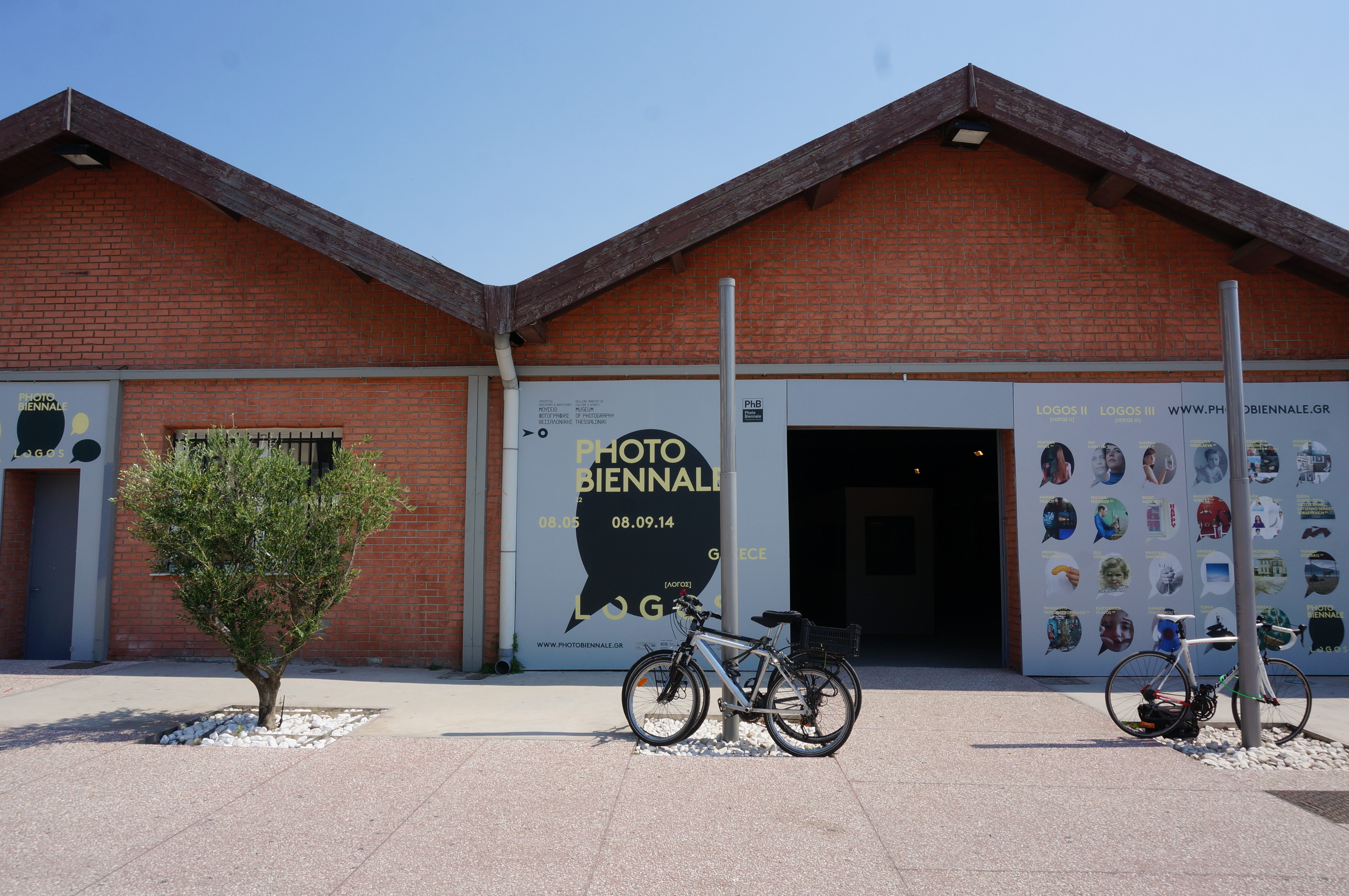
Vnější pohled

Muzeum fotografie v Soluni, MOMus Photography, v plném znění MOMus–Thessaloniki Museum of Photography, se nachází v Soluni, Střední Makedonie, Řecko . V současné době se nachází ve skladišti A, na molu A, v soluňském přístavu, vedle Muzea kinematografie. Dříve bylo známé jako Thessaloniki Museum of Photography.

## Historie
Muzeum založili v roce 1987 Aris Georgiou, Apostolos Maroulis a Yiannis Vanidis, ale teprve v roce 1997 bylo založeno právně a až roku 1998 jej slavnostně otevřel Giorgos Makris jako jeho prezident a Aris Georgiou jako jeho první ředitel.
Posláním muzea je shromažďovat fotografie, zejména historické a umělecké fotografie Řecka, pořádat výstavy a akce k představení muzejní sbírky, spojovat síly s dalšími podobnými subjekty a spolupracovat a vydávat knihy o fotografii.
Muzeum má 57 fotografií a 700 negativů fotografky Nelly's, archiv fotografa Sokratise Iordanidise, s tématy z oblasti módy, reportáží, městských panoramat a podobně z 50., 60. a 70. let a je připraveno pokračovat v nákupu fotografií do sbírek (díla 39 současných řeckých fotografů), archiv fotografa Giannise Stylianose a část sbírky Nové obrazy.
Od roku 1999 muzeum spolupracuje s řadou řeckých a mezinárodních orgánů jako je například Photo Synkyria, nejvýznamnější a nejdéle fungující fotografická instituce v zemi.
Od roku 2018 se muzeum sloučilo s MOMus Modern, MOMus Experimental, MOMus Contemporary a dalšími institucemi pod záštitou Metropolitní organizace muzeí vizuálního umění v Soluni (MOMus).

## Galerie

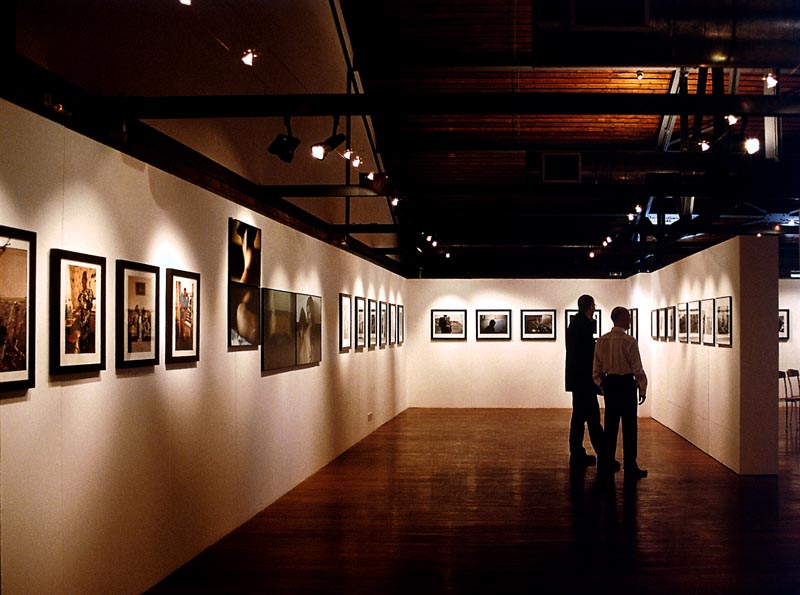
Výstava Foto Sigiria
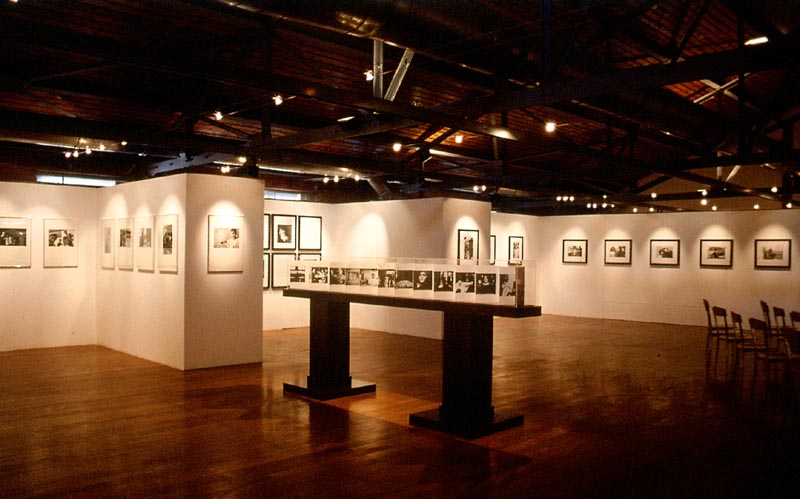
Výstava Foto Sigiria
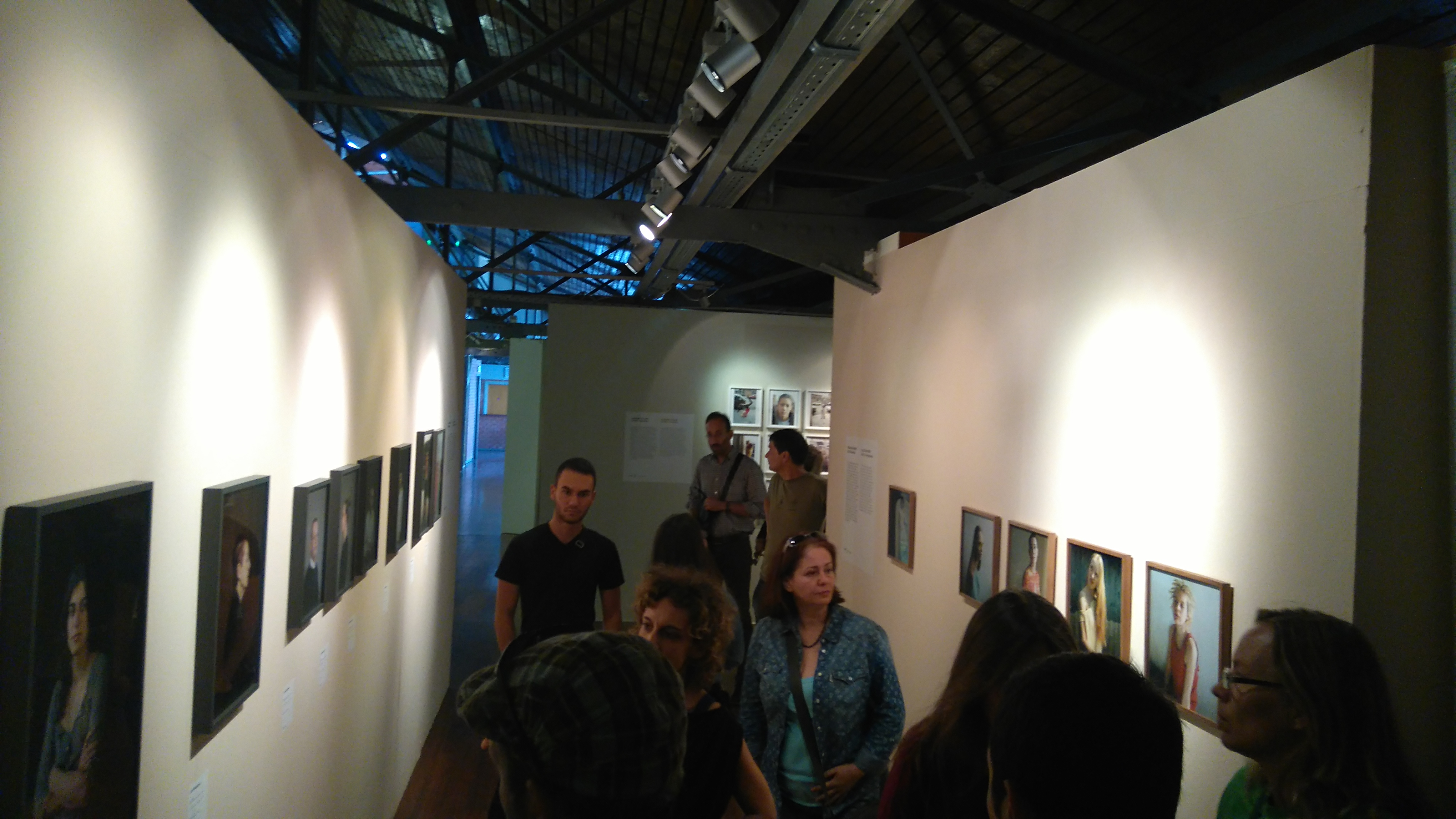
Výstavní prostory, 2015